# 符號論美學
符號論美學的基本特徵是把審美和藝術現象歸結為文化符號，對人文主義和科學主義的美學都有較大的包容性。

## 代表思想家

### 恩斯特·卡西勒
恩斯特·卡西勒是新康德主義者，他認為康德還沒有擺脫傳統的認識論。他把康德的理性批判發展為文化批判。他指出關於人的定義不能是一種實質性的定義，只能是功能性的定義，人與動物都有感受器系統和反應系統，但人還有第三種即符號系統，人的思維和行為都是符號化的，人通過符號創造了語言、神話、藝術、宗教等文化，構成人類經驗的交織之網。因此，符號活動才是人與動物相區別的本質特徵。
所有在某些形式上能為知覺揭示出意義的一切現象都是符號，符號的背後總隱藏著意義。符號的功能就在於揭示意義，符號不同於信號，信號屬於物理世界，符號屬於精神世界，世人的意識的創造。 
卡西勒的哲學體系就是這樣一個以 人、符號 、文化為基本公式的哲學體系，他認為，這些符號形式從不同層次 上歷史地展開了人的生命，實現了人的本質，是人的本質的客觀化。
卡西勒的符號美學是從康德的先驗唯心主義出發的，他把藝術和全部人類文化活動聯繫起來加以考察，充分肯定了藝術的社會性，藝術與人生的密切聯繫，也開闢了美學研究的新方向。